# Elisabeth Dorothea av Sachsen-Gotha-Altenburg
Elisabeth Dorothea av Sachsen-Gotha-Altenburg, född 1640, död 1709, var en lantgrevinna av Hessen-Kassel.
Hon var dotter till Ernst I av Sachsen-Gotha-Altenburg och Elisabet Sofia av Sachsen-Altenburg. Hon gifte sig 1666 med Ludvig VI av Hessen-Darmstadt. Hon var regent i Hessen-Darmstadt under sin sons minderårighet från 1678 till 1688.

## Barn
1. Ernst Ludvig av Hessen-Darmstadt (1667-1739)
2. Georg (1669-1705)
3. Sophie Luise (1670-1758)
4. Philipp (1671-1736)
5. Johann (1672-1673)
6. Heinrich (1674-1741)
7. Elisabeth Dorothea (1676-1721)
8. Friedrich (1677-1708)